# La Rinconada (San Juan)
La Rinconada es una localidad y distrito perteneciente al departamento Pocito, está emplazada en el centro sur de la provincia de San Juan, casi al pie de las Sierra Chica de Zonda, al sur de la ciudad de San Juan, aproximadamente a 18 kilómetros, en el centro del departamento ya mencionado, en el centro oeste del oasis agrícola del Valle del Tulúm, Argentina.
Esta localidad posee un continuo urbano con la ciudad vecina de Aberastain, ciudad cabecera del departamento ya nombrado, dicho continuo urbano recibe el nombre de, "Aberastain-La Rinconada". Este aglomerado es uno de los más importantes de la provincia de San Juan, ya que está en el tercer puesto de categoría de acuerdo a la cantidad de población.

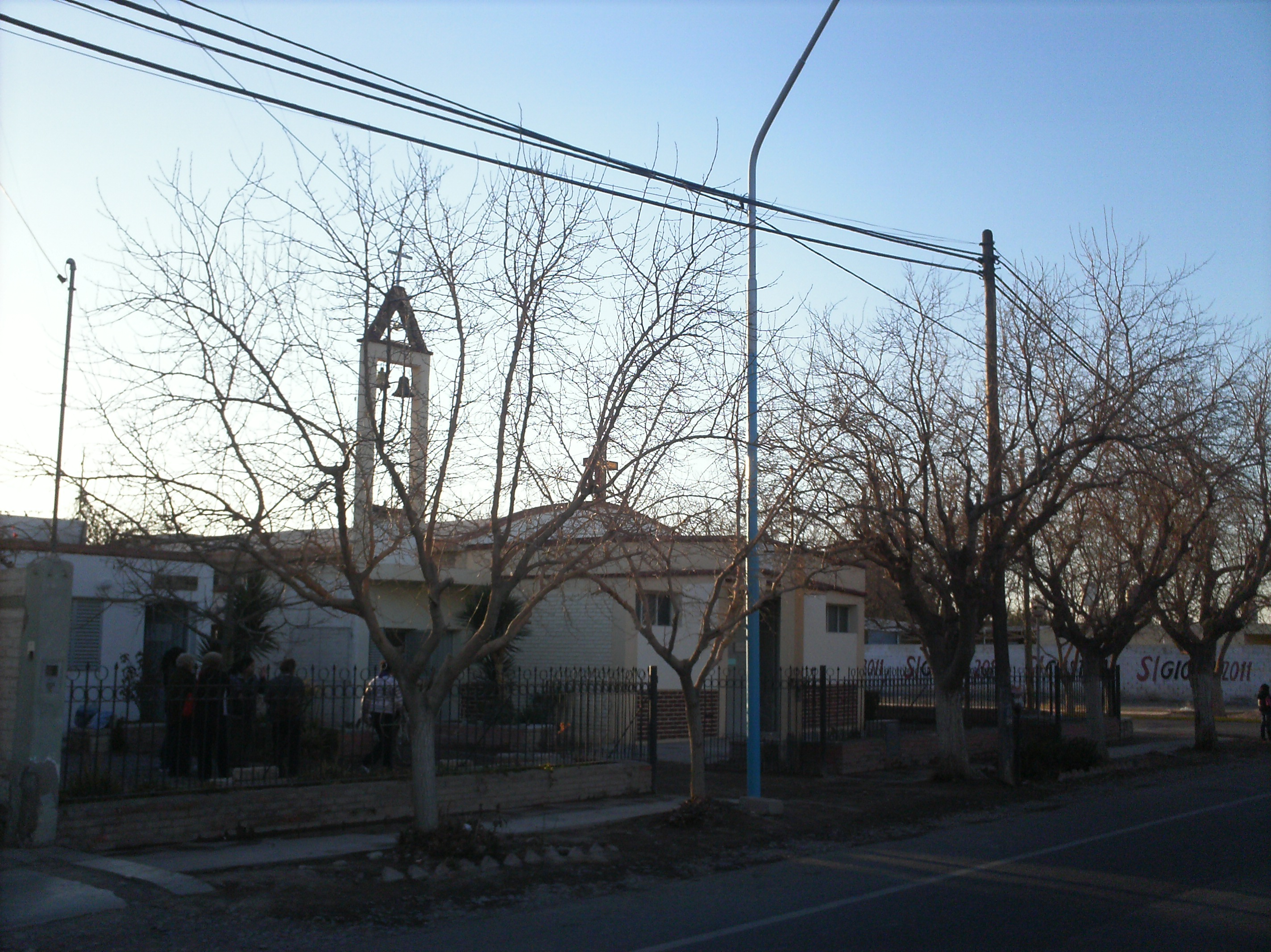
Vista de la iglesia católica de la localidad.

Dicha localidad está circundada por un paisaje netamente agrícola, donde sobresalen numerosas plantaciones de vid, pero también las hay de diversas frutas y hortalizas. En esta localidad se destaca la particularidad que combinan los dos modo de vida, lo rural con lo urbano.
También es visitada por turistas que recorren la "Ruta del Vino de San Juan", ya que en la misma se asientan varias bodegas que componen esta ruta temática.
En esta localidad tuvieron escenario dos batallas entre batallas denominadas primera batalla de la Rinconada del Pocito y segunda batalla de la Rinconada del Pocito

## Población
Cuenta con 2933 habitantes (Indec, 2001). Forma un aglomerado urbano único junto a la vecina localidad de Villa Aberastain, denominado Aberastain-La Rinconada, cuya población ascendía a los 11,879 habitantes (Indec, 2001), esta magnitud la sitúa como el cuarto aglomerado de la provincia.

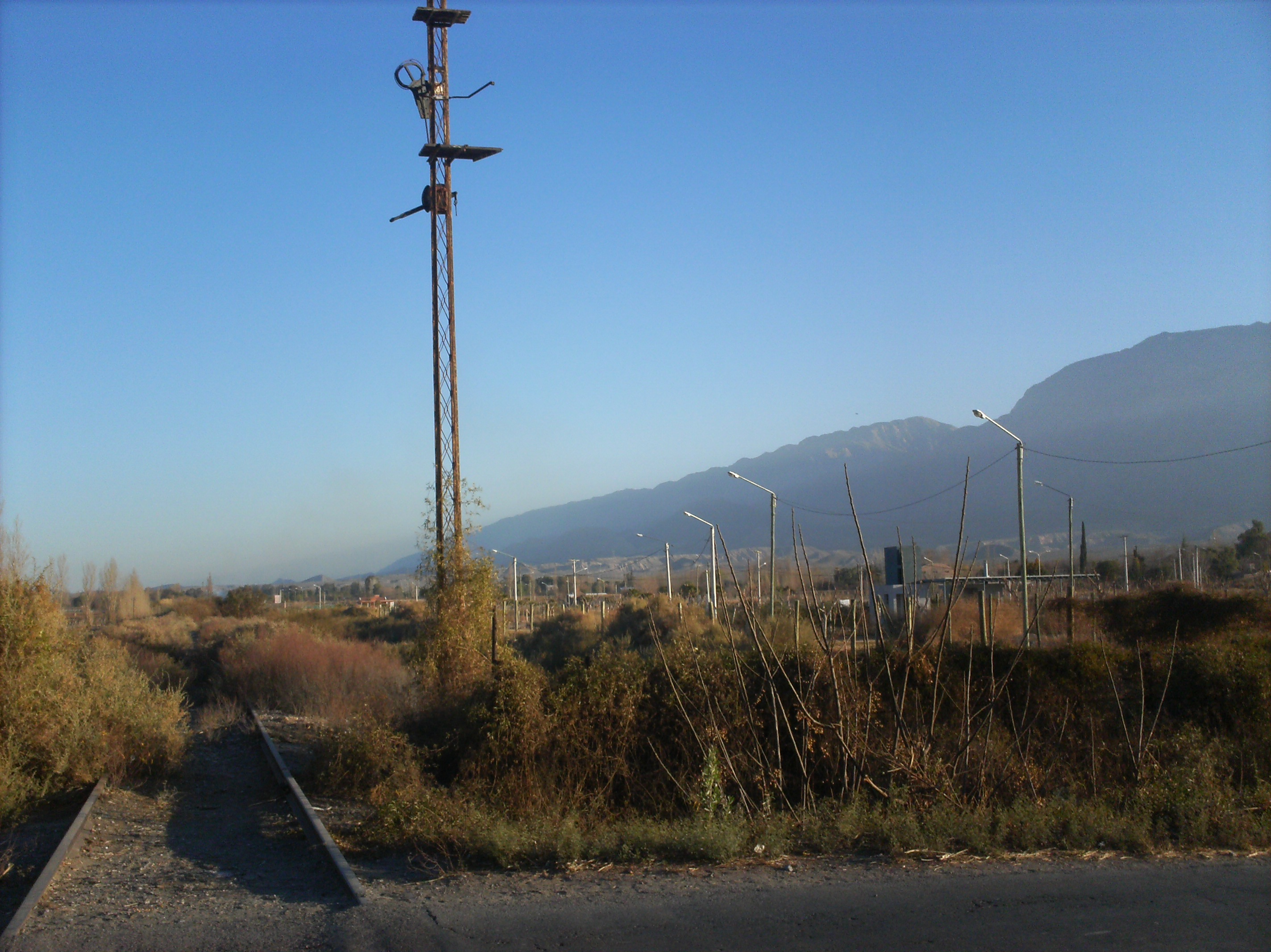
Vista de los restos del ferrocarril que alguna vez atravesó de la localidad.

## Sismicidad
La sismicidad del área de Cuyo (centro oeste de Argentina) es frecuente y de intensidad baja, y un silencio sísmico de terremotos medios a graves cada 20 años en distintas áreas aleatorias.
Terremoto de Caucete 1977el 23 de noviembre de 1977, la región fue asolada por un terremoto y que dejó como saldo lamentable algunas víctimas, y un porcentaje importante de daños materiales en edificaciones.
Sismo de 1861aunque dicha actividad geológica ocurre desde épocas prehistóricas, el terremoto del 20 de marzo de 1861 señaló un hito importante dentro de la historia de eventos sísmicos argentinos ya que fue el más fuerte registrado y documentado en el país. A partir del mismo la política de los sucesivos gobiernos mendocinos y municipales han ido extremando cuidados y restringiendo los códigos de construcción. Y con el terremoto de San Juan de 1944 del 15 de enero de 1944 (81 años) el gobierno sanjuanino tomó estado de la enorme gravedad sísmica de la región.
El Día de la Defensa Civil fue asignado por un decreto recordando el sismo que destruyó la ciudad de Caucete el 23 de noviembre de 1977, con más de 40.000 víctimas sin hogar. No quedaron registros de fallas en tierra, y lo más notable efecto del terremoto fue la extensa área de licuefacción (posiblemente miles de km²).
El efecto más dramático de la licuefacción se observó en la ciudad, a 70 km del epicentro: se vieron grandes cantidades de arena en las fisuras de hasta 1 m de ancho y más de 2 m de profundidad. En algunas de las casas sobre esas fisuras, el terreno quedó cubierto de más de 1 dm de arena.

## Parroquias de la Iglesia católica en La Rinconada
| Arquidiócesis | San Juan de Cuyo         |
| ------------- | ------------------------ |
| Parroquia     | Sagrado Corazón de Jesús |